# الحكم العسكري على فلسطينيي 48
الحكم العسكري على فلسطينيي 48، عاش الفلسطينيون الباقون في أرضهم بعد نكبة عام 1948 تحت الحكم العسكري الإسرائيلي، الذي استند في إدارته لشؤون المواطنين العرب المدنية إلى أنظمة الطوارئ للعام 1945 وقوانين أخرى انتدابية وإسرائيلية، وكان عدد الفلسطينيين آنذاك 156 ألفاً في الجليل والمثلث والنقب والمدن الفلسطينية الساحلية. بعد حرب عام 1967 أحيلت صلاحيات الحكم العسكري إلى جهازي الشرطة والمخابرات الإسرائيلية بإشراف قيادة الأركان، ثم رفع في نهاية عام 1968.

## خلفية
اعتبرت إسرائيل العرب الباقين في أرضهم عام 1948 عدو «طابور خامس» أو «مشكلة أمنية مزمنة» أو «قنبلة موقوتة»، واتّخذت إسرائيل ضدّهم سياسات وخطوات للسيطرة عليهم، وعليه خضع العرب بين الأعوام 1948 حتى 1967 للحكم العسكري الإسرائيلي. في تلك السنوات صادرت إسرائيل أراضي القرى العربية الباقية وفرضت قيودًا على حركة السكّان الفلسطينيين في الأراضي المحتلّة عام 1948؛ وكان يتوجب للخروج من القرى العربية عام 1948 أمرًا خاصًّا من الحاكم العسكريّ وهي مقرونة فقط بمن يرضى الحاكم العسكري عنهم من العرب، بالإضافة لتدمير القرى الفلسطينية المهجّرة وبناء المستوطنات على أراضيها، ومنع دخول العرب من دخول المناطق العسكرية المغلقة وعادة من تكون أراضيهم الزراعية أو القرى المهجّرة، وكذلك اعتمد الحكم العسكري على مراقبة لصيقة للعرب ومن الجدير بالذكر بأن هذه القوانين اعتمدت على قوانين الانتداب البريطاني.

### الأهداف
1. المراقبة الأمنية للفلسطينيين داخل الخطّ الأخضر، بهدف منع تنظيمهم سياسيًا ومراقبة نشاطهم السياسي؛ وتجّلى ذلك من خلال القيود التي فرضّتها إسرائيل على حرّيّة الحركة والتنقّل والعمل والتنظيم السياسيّ.
2. إقصاء العرب عن الأجهزة والمؤسسات الإسرائيلية بعد أن فرضت إسرائيل الجنسية الإسرائيلية على المواطنين العرب الباقين في أرضهم.
3. تشتيت العرب وشرذمتهم بهدف خلق هويات فرعية تقوم على العائلية والطائفية ومنع التحامهم مع هوية وطنية أكبر والوصول لجماعة قومية تتشاطر مصير مشتركًا.

### المدن الساحلية
إحتلت إسرائيل المدن الساحلية عام 1948 وهجّرت سكانها، وأخضعت من بقوا في تلك المدن إلى نظام الحكم العسكري، وتم تجميع الفلسطينيين في المدن الساحلية ضمن أحياء محدّدة سُميت بشكل عير رسميّ بأحياء الجيتو. في يافا في حي العجمي تم تجميع 400 فلسطيني من أصل نحو 71 ألف فلسطيني تمّ تهجيرهم من يافا، وفي اللد بقي نحو 600 حتى 800 فلسطيني من اللد في حيّ المحطّة وحي السكّة، من أصل 18,250، وفي الرملة جمّع في حيّ الحمل 150 فلسطينيًا من أصل 16,380، بينما بقي في حيفا 3200 جمعوا في حي وادي النسناس من أصل 75 ألفًا كانوا يسكنون حيفا قبل النكبة.

## إلغاء الحكم العسكري
أُلغي الحكم العسكري عام 1967 وذلك بعد أن احتلت إسرائيل بعد حرب النكسة عام 1967 كل من الضفة الغربية وغزة والجولان واحتاجت لإدارة تلك المناطق فنقلت قوّتها العسكرية إلى تلك المناطق. ويفيد الكثير من الخبراء بأن الحكم العسكري ما زال موجودا في جوهر العلاقة بين إسرائيل ومواطنيها الفلسطينيين، فما زالت إسرائيل تعمل على تشتيت العرب وشرذمتهم وتسيّطر عليهم وتفرض عليهم قبضة أمنية وتتعامل كعدوّ.